# Juan Cazares
Juan Ramón Cazares Sevillano (ur. 3 kwietnia 1992 w Quinindé) – piłkarz ekwadorski grający na pozycji ofensywnego pomocnika. Występuje w brazylijskim klubie Atlético Mineiro.